# Dualism
Dualism è il quarto album in studio del gruppo heavy metal olandese Textures, pubblicato nel 2011.

## Tracce
1. Arms of the Sea – 6:33
2. Black Horses Stampede – 3:56
3. Reaching Home – 5:10
4. Sanguine Draws the Oath – 5:51
5. Consonant Hemispheres – 4:20
6. Burning the Midnight Oil – 5:39
7. Singularity – 6:46
8. Minor Earth, Major Skies – 4:40
9. Stoic Resignation – 5:08
10. Foreclosure – 2:56
11. Sketches from a Motionless Statue – 5:21

## Formazione
- Daniel de Jongh – voce
- Jochem Jacobs – chitarra, cori
- Bart "Bastærd" Hennephof – chitarra, cori
- Remko Tielemans – basso
- Stef Broks – batteria
- Uri Dijk – tastiera, sampler